# Ornebius robustus
Ornebius robustus är en insektsart som först beskrevs av Morgan Hebard 1925.  Ornebius robustus ingår i släktet Ornebius och familjen Mogoplistidae. Inga underarter finns listade i Catalogue of Life.